# Eugalta nigricollis
Eugalta nigricollis är en stekelart som beskrevs av Cameron 1899. Eugalta nigricollis ingår i släktet Eugalta och familjen brokparasitsteklar.

## Underarter
Arten delas in i följande underarter:
- E. n. maculiseutis
- E. n. conspicua
- E. n. malayana